# الإنسان المتمرد
الإنسان المتمرد (بالفرنسية: L’Homme révolté) هو كتاب فلسفي نُشر عام 1951 من تأليف الكاتب والفيلسوف الفرنسي ألبير كامو، ويُعد من أبرز مؤلفاته الفكرية بعد أسطورة سيزيف والغريب. يتناول الكتاب ظاهرة التمرد باعتبارها جزءًا جوهريًا من التجربة الإنسانية، ويناقش كيف يمكن للتمرد أن يكون أداة للتحرر أو يتحول إلى أداة للقمع، بحسب السياقات الفكرية والسياسية والأخلاقية التي يُمارَس ضمنها.
صدر الكتاب عن دار "غاليمار" الفرنسية، وتُرجم إلى العربية عدة مرات، من أبرزها ترجمة سهيل إدريس عن دار الآداب في بيروت، وكذلك ترجمة جورج طرابيشي عن دار التنوير، التي تُعد أكثر التراجم تداولاً في الأوساط الأكاديمية والثقافية.
انطلقت فكرة الكتاب من التساؤل: لماذا يتمرد الإنسان؟ ومن هذا السؤال يبني كامو تحليله لعدة تيارات فلسفية وأدبية وفكرية، ويتأمل في مصير الثورات، من بداياتها النبيلة إلى انحرافها الدموي. يُعد الكتاب نقدًا مباشرًا للشموليات، خصوصًا الشيوعية الستالينية، وقد أدى نشره إلى قطيعة فكرية وشخصية مع الفيلسوف جان بول سارتر.

## العنوان
يحمل عنوان الإنسان المتمرد دلالة فلسفية عميقة تتجاوز التمرد السياسي، لتغوص في جوهر الصراع الداخلي بين الإنسان والعبث، وبين العدالة والظلم. لا يقف العنوان عند حدود الثورة، بل يمتد إلى كل أشكال الرفض الإنساني للعنف والاضطهاد والفراغ الأخلاقي.

## نبذة عن الكتاب
يقسّم كامو كتابه إلى قسمين رئيسيين:
- التمرد الميتافيزيقي: يتناول فيه التمرد الوجودي على غياب المعنى، ويفحص تصورات مثل الإلحاد، والنزعة العدمية، ورفض الألوهية كما في حالات بروميثيوس أو إيفان كرامازوف في أدب ديستويفسكي. يرى كامو أن التمرد يبدأ من لحظة قول «لا» في وجه الظلم، لكنه يجب أن يبقى ضمن الحدود الأخلاقية.
- التمرد التاريخي: يناقش من خلاله تطور الثورات السياسية مثل الثورة الفرنسية، والثورة الروسية، ويُحلل كيف تحوّل بعض هذه الحركات من أدوات للحرية إلى أدوات للاستبداد، تحت غطاء الإيديولوجيات الكبرى مثل الماركسية أو الفوضوية.

يحذّر كامو من أن يتحول التمرد إلى مطلق، لأن المطلق لا يعترف بالحدود، مما يؤدي إلى العنف غير المبرر. لذا فهو يدعو إلى تمرد أخلاقي واعٍ، لا يقتل باسم العدالة، ولا يبرر الجريمة باسم الحرية.

## الشخصيات المرجعية في الكتاب
رغم أن الكتاب ليس رواية، إلا أن كامو يناقش شخصيات فلسفية وأدبية كأمثلة للتمرد أو العدمية:
- بروميثيوس – رمز الرفض الكوني للأوامر الإلهية.
- ماركيز دو ساد – ممثل التطرف الأخلاقي والعدمية المطلقة.
- كارل ماركس – يُحلل كامو الماركسية ويكشف انحرافاتها الأخلاقية في التطبيق الستاليني.
- نيتشه – يناقش كامو فكر نيتشه حول الأخلاق بعد «موت الإله».
- إيفان كرامازوف – مثال للتمرّد على النظام الأخلاقي من داخل الإيمان ذاته.

## الأثر والاستقبال
لاقى الكتاب استقبالًا متباينًا. في حين اعتبره الكثيرون تحفة فلسفية وإنسانية، انتقده أنصار اليسار الماركسي، خاصة بعد أن خصص كامو فصلاً لتحليل تجاوزات الشيوعية السوفيتية. أدى ذلك إلى خلاف شهير بين كامو وسارتر، بلغ حد القطيعة الشخصية والفكرية.
كما أثّر الكتاب في الحركات الحقوقية والفكرية، وأصبح مرجعًا أساسيًا في دراسات الأخلاقيات السياسية والفلسفة الوجودية. لا يزال يُدرَّس في الجامعات، ويُستخدم في تحليل إشكاليات التسلط باسم الأيديولوجيا، وفي نقد العنف الثوري غير المنضبط. 

## الجوائز
رغم أن الكتاب نفسه لم يحصل على جائزة معينة، فإن مسيرة كامو الأدبية والفكرية تُوِّجت بحصوله على جائزة نوبل في الأدب سنة 1957، وكان لهذا الكتاب دور محوري في ترشيحه، حيث أثنت لجنة نوبل على مساهماته في "تنوير الضمير الإنساني". 

## اقتباسات شهيرة
«أتمرد، إذن أنا موجود.»

 «لا يمكن تحقيق العدالة عن طريق الجريمة.»

 «الثائر الحقيقي لا يبرر القتل، بل يرفضه باسم الإنسانية.» 

## وصلات خارجية
- مقال عن كامو في موسوعة ستانفورد للفلسفة
- صفحة الكتاب في موسوعة بريتانيكا